# حمام حاج کاظم
حمام حاج کاظم مربوط به دوره قاجار است و در شهرستان اصفهان، بخش مرکزی، خیابان مسجد سید، کوچه شیش، کوچه باغ کلم واقع شده و این اثر در تاریخ ۲ مرداد ۱۳۸۷ با شمارهٔ ثبت ۲۳۰۱۹ به‌عنوان یکی از آثار ملی ایران به ثبت رسیده است.